# Vera Ansbach
Vera Ansbach (* 29. Januar 1920 als Vera Meyer in Darmstadt; † 1. Februar 2020 in Berlin) war eine deutsche Antifaschistin und stellvertretende Direktorin der Deutsche Handelsbank AG der DDR.

## Leben
Vera Ansbach war die Tochter des Darmstädter Juweliers Julius Meyer und der Musikerin und Klavierlehrerin Malka, geborene Isakson oder Dorfmann, die aus Lettland stammte. Die Eltern waren säkulare Juden. Die Mutter engagierte sich in der Gesellschaft der Freunde des neuen Rußland.
1936 musste Vera Ansbach das Lyzeum verlassen, weil jüdische Schülerinnen nicht mehr geduldet wurden. Sie begann eine Lehre als Versicherungskauffrau. Da sie nur von jüdischen Arbeitgebern ausgebildet werden durfte, lernte sie zunächst bei einem jüdischen Rechtsanwalt, dann bei einem Versicherungsmakler und schließlich in einer Bank. Die Arbeitgeber verließen einer nach dem anderen Deutschland, aber die Lehre konnte Vera Ansbach noch abschließen.
Im Frühjahr 1939 gelang ihr die Flucht nach Großbritannien. Sie begann dort als Dienstmädchen zu arbeiten. Als nach dem Kriegseintritt Großbritanniens die Arbeitskräfte knapp wurden, durften Ausländer auch in anderen Bereichen arbeiten. Vera nahm zunächst eine Arbeit als Kassiererin in der Gastronomie auf, erlernte dann den Beruf einer Spitzendreherin und fertigte Werkstücke, die für die Flugzeugindustrie benötigt wurden. Ansbach war in der britischen Gewerkschaft aktiv und engagierte sich im Freien Deutschen Kulturbund. 1944 wurde sie Mitglied der KPD. In England heiratete sie Herbert Ansbach, mit dem sie 1946 nach Deutschland zurückkehrte.
Sie zogen nach Ost-Berlin, Vera Ansbach arbeitete als Neulehrerin, unterrichtete Deutsch und Englisch und trat in die SED ein. Später arbeitete sie bei der Handwerkskammer, im Berliner Stadtkontor und in der Kammer für Außenhandel der DDR. Schließlich arbeitete sie in der Handelsbank, wo sie später stellvertretende Generaldirektorin wurde. Die erforderliche Qualifikation erwarb sie sich bei einem Fernstudium der Außenhandelsökonomie.
Als sie in den Ruhestand ging, engagierte sie sich ehrenamtlich im Komitee der antifaschistischen Widerstandskämpfer, nach der politischen Wende beim Bund der Antifaschisten in Berlin-Treptow, der später zur VVN-BdA gehörte. Sie kümmerte sich um das Verlegen von Stolpersteinen und sprach mit Schulklassen über die Zeit des deutschen Faschismus. 2006 gehörte sie zu den Erstunterzeichnern der „Berliner Erklärung“ der Initiative Schalom5767 – Frieden 2006, die für eine Palästina-Politik entsprechend den Grundsätzen des Humanismus und des Völkerrechts eintritt.
Ihre Mutter und den Bruder verlor sie im Holocaust. Ihr Vater Julius Meyer hat die Herrschaft des Faschismus im KZ Theresienstadt überlebt. Nach dem Krieg emigrierte er in die USA.
Vera Ansbach lebte zuletzt in einem Treptower Pflegewohnheim. Sie starb Anfang Februar 2020 im Alter von 100 Jahren.

## Auszeichnungen
- 2007 Bürgermedaille des Bezirkes Treptow-Köpenick von Berlin[3]